# Valeria Della Valle
Valeria Della Valle (Roma, 1944) è una linguista e italianista italiana.

## Biografia
È stata professoressa associata di Linguistica italiana alla Sapienza Università di Roma fino al 2014.
Allieva di Arrigo Castellani, col quale si è laureata alla Sapienza Università di Roma, ha condotto indagini su vari aspetti della storia linguistica italiana: gli antichi documenti toscani; la storia dei dizionari italiani; la prosa dei narratori contemporanei; la terminologia dell'arte; i neologismi.
È socia corrispondente dell'Accademia della Crusca, socia ordinaria dell'Accademia dell'Arcadia , socia dell'ASLI . Fa parte del consiglio di amministrazione e del comitato scientifico della Fondazione Bellonci e del comitato direttivo del Premio Strega.
Membro del comitato scientifico del "Bollettino di italianistica", fa anche parte del consiglio scientifico del PLIDA (Progetto Lingua Italiana Dante Alighieri) della Società Dante Alighieri.
Presso l'Istituto per il lessico intellettuale europeo e storia delle idee del CNR ha coordinato con Giovanni Adamo, fino al 2019, il progetto di ricerca Osservatorio neologico della lingua italiana (Onli).
Suoi sono il soggetto e il testo del documentario Me ne frego! Il Fascismo e la lingua italiana, prodotto dall'Istituto Luce Cinecittà, diretto da Vanni Gandolfo e presentato nello “Spazio Luce” della Mostra del Cinema di Venezia 2014. Nel 2016 ha realizzato, sempre per l’Istituto Luce Cinecittà e con la regia di Vanni Gandolfo, il documentario L’arma più forte. L’uomo che inventò Cinecittà, presentato in anteprima alla Festa del cinema di Roma (ottobre 2016), premio miglior documentario di cinema Diari di Cineclub 2017.
Dall'ottobre 2020 ha condotto la trasmissione di Raitre Le parole per dirlo.
Nel 2022 pubblica, per i tipi di Einaudi, la sua prima opera di narrativa, La strada sognata, una raccolta di racconti ambientati nella comunità artistica che nella prima metà del '900 animava Via Margutta a Roma; l'opera è stata vincitrice della cinquantanovesima edizione del Premio Settembrini.

## Pubblicazioni
- Il salvalingua, Milano, Sperling & Kupfer, 1996 (con G. Patota)
- Il salvatema, Milano, Sperling & Kupfer, 1997 (con G. Patota)
- Il salvastile, Milano, Sperling & Kupfer, 1998 (con G. Patota)
- Il salvaitaliano, Milano, Sperling & Kupfer, 2000 (con G. Patota)
- Le parole giuste, Milano, Sperling & Kupfer, 2004 (con G. Patota)
- L'italiano. Biografia di una lingua, Milano, Sperling & Kupfer, 2006 (con G. Patota).
- Il nuovo salvalingua, Milano, Sperling & Kupfer, 2007 (con G. Patota)
- Le parole del lessico italiano, Roma, Carocci, 2008 (con G. Adamo)
- Neologismi. Parole nuove dai giornali, Roma, Istituto dell'Enciclopedia Italiana, 2008 (con G. Adamo)
- Viva il congiuntivo!, Milano, Sperling & Kupfer, 2009 (con G. Patota)
- Viva la grammatica!, Milano, Sperling & Kupfer, 2011 (con G. Patota)
- Ciliegie o ciliege?, Milano, Sperling & Kupfer, 2012 (con G. Patota)
- Piuttosto che, Milano, Sperling & Kupfer, 2013 (con G. Patota)
- L'italiano in gioco, Milano, Sperling & Kupfer 2014 (con G. Patota)[7]
- Senza neanche un errore, Milano, Sperling & Kupfer, 2016 (con G. Patota)
- La nostra lingua italiana, Milano, Sperling & Kupfer, 2019 (con Giuseppe Patota)
- La strada sognata, Torino, Einaudi, 2022